# 1988 na arte

## Nascimentos
| Data | Nome | Profissão | Nacionalidade | Observações | Ref |
| ---- | ---- | --------- | ------------- | ----------- | --- |

## Mortes
| Data           | Nome                      | Profissão                                            | Nacionalidade   | Observações | Ref |
| -------------- | ------------------------- | ---------------------------------------------------- | --------------- | ----------- | --- |
| 11 de Março    | Guerino Grosso            | pintor, desenhista e professor                       | Brasil          | n. 1907     |     |
| 17 de Abril    | Louise Nevelson           | escultora                                            | União Soviética | n. 1899     |     |
| 25 de Abril    | Lygia Clark               | escultora e pintora                                  | Brasil          | n. 1920     |     |
| 28 de Maio     | Alfredo Volpi             | pintor                                               | Itália          | n. 1896     |     |
| 16 de Junho    | João Manuel Navarro Hogan | gravador e pintor                                    | Portugal        | n. 1914     |     |
| 29 de Junho    | Clóvis Graciano           | pintor, desenhista, cenógrafo, gravador e ilustrador | Brasil          | n. 1907     |     |
| 23 de Agosto   | Menotti Del Picchia       | poeta, escritor e pintor                             | Brasil          | n. 1892     |     |
| 4 de Setembro  | Milton Dacosta            | pintor, desenhista, gravador e ilustrador            | Brasil          | n. 1915     |     |
| 30 de Novembro | Henrique Medina           | pintor                                               | Portugal        | n. 1901     |     |
| 17 de março    | Bustamante Sá             | pintor, desenhista e professor                       | Brasil          | n. 1907     |     |
| ??             | Wellington Virgolino      | pintor                                               | Brasil          | n. 1929     |     |
| ??             | Charles Correia           | escultor                                             | Portugal        | n. 1930     |     |

## Prémios
- Prémio Príncipe das Astúrias das Artes - Jorge Oteiza[1]
- Arquitectura
  - Prémio de Arquitectura Contemporânea Mies van der Rohe - Álvaro Siza Vieira[2].
  - Prémio Pritzker - Gordon Bunshaft e Oscar Niemeyer[3]
  - Prémio Valmor e Municipal de Arquitectura 1988 - António Augusto Nunes de Almeida[4].